# 鹿島神流

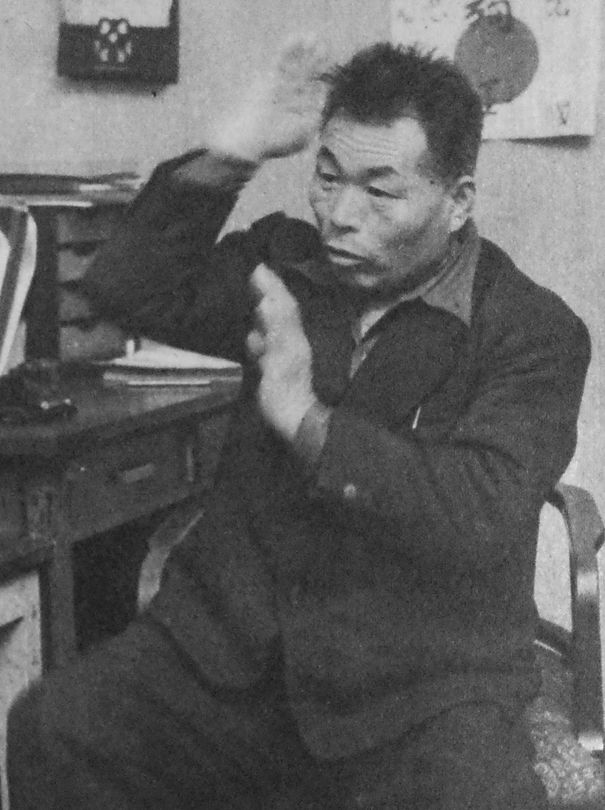
18代宗家：國井善弥

鹿島神流（かしましんりゅう）とは、日本の古流武術の流派。鹿島古流、鹿島中古流とも、剣術と柔術を中心に、抜刀術、薙刀術、懐剣術、杖術、槍術、棒術なども行う総合武術である。鹿島神流の遣い手には昭和時代に「今武蔵」（昭和の宮本武蔵という意味）という異名で称された國井善弥や、筑波大学名誉教授の關文威などがいる。

## 概要
鹿島神宮に古くから伝わったとされる「鹿島の太刀」を元としている。これは鹿島神宮祭神の武甕槌大神が悪神を鎮める際に使用した技がその始まりであるとして、抜刀術の「祓太刀」がその名残だという。また、建御名方神との力くらべの際に武甕槌大神が使った技が柔術の「霊気之法」の始まりとしている。流祖は松本備前守紀政元。戦国時代、松本備前守紀政元は鹿島大神に祈願すると剣術の極意を記した「天狗書」を賜った。鹿島神流師範家に代々伝わる「天狗書」は松本備前守紀政元の直筆であるとし、師範家の証と位置づけている。松本備前守紀政元はまた、「一ノ太刀（いちのたち）」の発案者であるとされている。上記の祈願の際には國井源八郎と交流の結果國井を後見人として流派を開き、以降國井家が宗家を、上泉伊勢守を始めとする松本備前守の弟子たちが代々師範家を受け継いだ。師範家は幕府からの弾圧を避けるため流派名を変え神影流などと名乗ったという。第十二代宗家國井大善が直心影流の小野清右衛門より免状をもらった時点で宗家と師範家とが統合しこれは第十八代國井善弥まで続いた。2018年3月9日現在、宗家は第十九代國井正勝、師範家は第十九代關文威となっている。
鹿島神流の武術は、哲学的基本原理「五ヶ之法定」と物理的基本原理「方円曲直鋭」とからすべてが構成されている。さらに「表裏一体」の観点から、柔術を始め他のあらゆる武具を用いた術も剣術とほぼ同じように行うことが出来るとされている。
第十九代師範家關文威によって「鹿島神流」流派名は、商標として登録されている。

## 鹿島神流の武術
鹿島神流の武術は次のようなものとなっている。

### 武器術

#### 剣術
- 基本太刀
- 裏太刀
- 相心組太刀
- 実戦太刀組
- 合戦太刀
- 鍔競・倒打
- 二刀流
- 抜刀術
- 薙刀太刀合
- 槍術立合
- 鎖鎌立合
- 杖立合

#### その他
- 懐剣術

- 鎖鎌術
- 杖術
- 薙刀術
- 槍術
- 手裏剣術
- 棒術

### 柔術
霊気投
居捕
片胸捕、両胸捕、突手捕、打手捕、逆手倒、寄添
立業
片胸捕、両胸捕、突手捕、打手捕、逆手倒、引手落、髪捕、襟絞、抜手絞、切手
投業
合掌投、切手投、衣担、衣投、絞手投、横捨身、真捨身、合掌崩
組業具足捕
巌石落、龕燈返、角入逆倒、襷捕、角入倒、巌石投、屏風倒、肘挫、関貫、片手捕
捕手返
片羽絞、抜手絞、角入倒、逆手倒、踏倒、燕返、切落、逆倒、突倒、張倒、絞手捕、捻手捕、蹴足捕、出足捕、小太刀捕、白刃捕、谷落、滝落、投落、巻落、車投、抜手投、立絞、行違、襷捕、続飯付、稲妻、無手投、大磐石、小太刀使、鉄扇使、速風、二人詰、三人詰、大勢相手、太刀詰、唐手拳法破
後業
襟捕、背捕投、羽番絞投

## 鹿島神流の教育理念
鹿島神流の教育理念は「抑々　鹿島神流は徒に倒敵破邪の愉悦を好むものに非ず　天ヶ下御冶召し給ふ大御心に副ひ奉るの士を培ふに在り」というものとなっており、その過程は「初にして体を整へ　中にして心気人倫を養ひ　極めては宇宙創元の理を悟るに至る可し」と表されている。
ここにおいて剣術を中心とした武芸十八般の教育は、初等教育達成課題「初にして体を整へ」として位置付けられている。

## 道統
2018年3月9日時点において、鹿島神流の道統は次のようなものとなっている。
|        | 宗家             | 師範家                 |
| ------ | ---------------- | ---------------------- |
| 初代   | 國井源八郎景継   | 松本備前守紀政元       |
| 二代   | 國井源五郎源景清 | 上泉伊勢守藤原秀綱     |
| 三代   | 國井弥太郎源政輝 | 奥山休賀斎平公重       |
| 四代   | 國井弥五郎源義時 | 小笠原源信斎源長治     |
| 五代   | 國井弥司郎源善政 | 神谷伝心斎平真光       |
| 六代   | 國井弥八郎源政家 | 高橋直翁斎源重治       |
| 七代   | 國井小五郎源政氏 | 山田一風斎源光徳       |
| 八代   | 國井新五郎源氏家 | 長沼四郎左衛門藤原国郷 |
| 九代   | 國井善八郎源隆政 | 長沼四郎左衛門藤原徳郷 |
| 十代   | 國井新八郎源義継 | 本岡忠八藤原因質       |
| 十一代 | 國井源太郎源義利 | 小野清右衛門平成誠     |
| 十二代 | 國井大善源栗山   | 國井大善源栗山         |
| 十三代 | 國井善太郎源栗山 | 國井善太郎源栗山       |
| 十四代 | 國井善太夫       | 國井善太夫             |
| 十五代 | 國井善五郎       | 國井善五郎             |
| 十六代 | 國井新作         | 國井新作               |
| 十七代 | 國井英三         | 國井英三               |
| 十八代 | 國井善弥源道之   | 國井善弥源道之         |
| 十九代 | 國井正勝         | 關文威                 |

## 鹿島神流に関する話

### 念流に関連する話
- 初代宗家國井源八郎景継は鹿島神流を興すにあたり、「念流を学ぶも心を充たすものなく、自らは鹿島大神を奉祈して、一心に修霊に力め遂に一流を顕し」たとのことである[3]。この記述に因り、第十八代國井善弥も、大原政蔵が責任者であった念流御徒町道場において、昭和元年から三年間、念流の修行を行ったとのことである[3]。
- 雑誌『月刊空手道』の別冊『極意』における國井家へのインタビュー記事[7]にて、「國井先生は念流を少し学ばれているけど、それも『神流が如何に優れているか』ということを試すために習ったんですよ。」との発言が、同席した國井善弥高弟の平澤誠太郎によってなされている。
- 昭和13年6月26日発行の週刊朝日”古武道の真髄を語る”にて、念流の増尾寅次郎と国井道之（善弥）の念流の演武写真が掲載されている。

### 直心影流に関連する話
- 鹿島神流第十九代師範家の關文威[3]によると、「善弥にとっての國井家相伝鹿島神流の内容が、國井宗家としての鹿島神流と本岡忠八藤原因質の系統の直心影流との師範家との融合によって形成されているので、國井家相伝鹿島神流と直心影流は他流ではない」とのことである。

- 道統：軽米克尊「直心影流に関する研究」から抜粋引用し略して記載。

・直心流・神谷伝心斎(1582-1663?) 
「紙屋伝心六十七歳ニテ一流見出シ、直心流ト極メ致御伝授ニ付、改兵法之根元」 15の流派を学びそこから直心流を作った。
伝書に 「八相」「一当」「重端一身」「右天左天」という 4 本の形名があり、小笠原源信斎の『真之心陰兵法目録』の形名と共通していることから 
ある程度影響があり、学んだ流派の一つだろうと推察。 
・直心正統流・高橋弾正左衛門重治(1610‐1690?) 
　神谷伝心斎の33人の弟子の一人。他の弟子の剣術を批判。自流を「直心正統流」と名乗り、区別化を図った。 
・直心正統流二代・山田平左衛門光徳(1638‐1716?) 
　著書『兵法雑記』にて「高橋弾正左衛門は自流を世に広め、免状を 20 人余りの者に授けたが、終に正しい理を持つ真実の修行者が
いなくなってしまったという。 このような経緯から光徳は自身が世に功を立てるような人間ではないものの、この直心正統流の二代を相続した。
そして、今年70歳になり、余命が十分ではないが一道の廃絶を嘆く余りに後継者を残すことを願い、このことに残りの命を費やす」と記す。
後世の伝承では山田平左衛門光徳が直心影流を名乗ったとされているが 『兵法雑記』の記述から70歳まで「直心正統流二代」を名乗り、 
この70歳の時に流儀の免状・裏書を長沼国郷に授けたということが明らかになっている。
つまり長沼国郷は山田平左衛門光徳から直心影流ではなく直心正統流を継承している。
・直心影流・長沼四郎左衛門国郷(1688‐1767) 直心影流の創始者（流名を直心影流に改めた） 
　直心正統流と直心影流の目録を比較すると、しない打ち込み稽古の基本の形である十之形の「龍尾」から「曲尺」までの項目が
新しく追加されていることが確認できる。 この形に加え「相尺之事」「留三段之事」「切落之事」「吟味之事」の習が更に追加されている。
これらの項目は直心正統流二代・山田平左衛門光徳の『兵法雑記』には確認できず、長沼国郷の『直心影流目録口伝書』に記述されているため、
直心影流の成立にあたり、長沼国郷によって付け加えられたものであると考えられる。 
流祖松本備前守の存在も、高橋、山田の代では元祖神谷氏伝心だったが長沼国郷になってから改変されたと考えられる。
鹿島神流「日本武道の淵源　鹿島神流」では鹿島神伝、松本備前守から始まったことを記載しており、その武道真理の説明では、
応用真理という名で直心影流の目録の内容が記載されている。特に「相尺」「留三段」「切落」「吟味」というのは直心正統流に 
長沼国郷が付け加えた内容であるので直心影流の影響を受けたと推察される。 
　

### 現代武道に関連する話
- 雑誌『月刊空手道』の別冊『極意』における國井家へのインタビュー記事[7]にて、「合気道なんかもかなり影響を受けていると思いますよ。実際、先生の所に技を撮影にきたりしてました。武田惣角さんのときは中条流から大東流に移行する時、鹿島神流の技を少し習っています。植芝盛平さんは剣は習わなかったけど稽古されていますから。」との発言が、同席した國井善弥高弟の平澤誠太郎によってなされている。

## 関連資料
- 松本備前守紀政元. 天狗書之次第. 戦国時代.
- 小野清右門平成誠. 鹿島神流兵法目録次第（國井大善源栗山 宛）. 天明年間.
- 國井善太郎. 棒太刀合之事. 天保年間.
- 関文威. 日本武道の淵源: 鹿島神流. 杏林書院, 1976, 134p.
- 軽米克尊「直心影流に関する研究」
- Friday, Karl F.; Seki, Humitake. Legacies of the Sword : the Kashima-Shinryu and samurai martial culture. University of Hawai'i Press, 1997, 227p.
- 關文威. 特別講演: 鹿島神流における武士階級の教育理念. 武道学研究. 2001, 34(Supplement), p. 6-7.
- 關文威. 鹿島神傳武術. 杏林書院, 2009, 136p.
- Seki, Humitake. Ethics in the Traditional Martial Art of the Kashima Grand Shrine and in the Bible. Eubios Journal of Asian and International Bioethics. 2013, 23(5), p. 158-160.
- Christianson, G. Bjorn.; Vilenius, Mikko.; Seki, Humitake. Role of the Sword Futsunomitama-no-tsurugi in the Origin of the Japanese Bushido Tradition. Asian Studies. 2018, 6(2), p. 211-227.